# ケマー・ローレンス
ケマー・ローレンス（Kemar Lawrence、1992年9月17日 - ）は、ジャマイカ・キングストン出身のプロサッカー選手。サッカージャマイカ代表。トロントFC所属。ポジションはDF。

## 経歴

### クラブ
2015年3月、トライアルを経てニューヨーク・レッドブルズと契約を締結したことが発表された。
2020年1月31日、RSCアンデルレヒトに移籍した。

### 代表
2013年11月にフル代表デビュー。2014年9月のカナダ戦で代表初ゴールを記録。

#### ゴール
2017年7月23日現在
| No | 開催日         | 開催地         | 対戦国                   | スコア | 結果 | 試合概要                    |
| -- | -------------- | -------------- | ------------------------ | ------ | ---- | --------------------------- |
| 1. | 2014年9月9日   | トロント       | カナダ                   | 1–0    | 1–3  | 親善試合                    |
| 2. | 2014年11月14日 | モンテゴ・ベイ | アンティグア・バーブーダ | 1–0    | 3–0  | カリビアンカップ2014        |
| 3. | 2017年7月23日  | パサデナ       | メキシコ                 | 1–0    | 1–0  | 2017 CONCACAFゴールドカップ |

## タイトル
レッドブルズ
- サポーターズ・シールド: 2015